# 1589 a tudományban
Az 1589. év a tudományban és a technikában.

## Építészet
- Kubában megépül a Havannai-öböl bejáratát őrző Morro-erőd
- Domenico Fontana felépíti a római San Luigi dei Francesi templomot

## Felfedezések
- Mori Terumoto megalapítja Hirosima városát
- a Volga partján felépülő Caricin-cölöpvárral az oroszok megalapítják Volgográd  városát

## Születések
- Peter Minuit – vallon felfedező, a hagyományok szerint ő vásárolta meg Manhattant az amerikai őslakosoktól
- Heinrich Petraeus – német orvos, főműve a Nosologia harmonica dogmatica et hermetica (korabeli orvosi tézisek összefoglalója)
- Johann Georg Wirsung – német orvos, a Wirsung-vezeték felfedezője

## Halálozások
- február 22. – Dudith András a humanizmus fénykorának polihisztor tudósa, reneszánsz magyar irodalom alkotója, pécsi püspök és császári-királyi tanácsos (* 1533)
- november 15. – Philipp Apian német matematikus (* 1531)